# The River Tour 2016
The River Tour 2016 / Summer '17 fue una gira de conciertos del cantante estadounidense Bruce Springsteen y de la banda de la misma nacionalidad , E Street Band, en apoyo a The Ties That Bind: The River Collection (2015), una caja recopilatória de Springsteen en celebración del 35 aniversario del álbum The Springs de Springsteen del año 1980. El River Tour 2016 finalizó en septiembre de 2016, sin embargo, las fechas en 2017 se agregaron utilizando la misma imagen promocional de las piernas originales, y la gira se publicó posteriormente como Summer '17. El River 2016 Tour fue la gira más taquillera del mundo en 2016, recaudando 268.3 millones de dólares en todo el mundo y fue la gira más taquillera desde 2014 para cualquier artista que encabezó la gira de Taylor Swift en 2015, que recaudó $250.1 millones. Springsteen y la E Street Band también tienen el Boxscore más grande de 2016, con los shows del 27 y 29 de mayo en el Croke Park de Dublín recaudando un total de $19,228,100 con 160,188 vendidas para dos shows completos. La gira marcó la primera gira en dos años para Springsteen y la E Street Band. La gira comenzó el 16 de enero de 2016 en Pittsburgh y finalizó el 25 de febrero del año siguiente en el Mount Smart Stadium, en Nueva Zelanda. Los cantantes se presentaron durante 89 fechas en diferentes estadios cubiertos y no cubiertos de todo el mundo. 

## Antecedentes
Springsteen lanzó The Ties That Bind: The River Collection el 4 de diciembre de 2015. El extenso box set presenta el álbum The River original de 1980 junto con muchas tomas de esas sesiones. Junto con la presentación completa del álbum (durante parte de la gira), se interpretarán canciones de los otros álbumes de Springsteen y es posible que ciertas tomas seleccionadas de la caja se realicen en vivo, probablemente por primera vez. Los rumores de espectáculos o una gira completa en apoyo de la caja se extendió entre los fanáticos y los medios en los meses previos al lanzamiento de la caja. En noviembre de 2015 se anunció que Springsteen y la E Street Band actuarían en el episodio del sábado 19 de diciembre de 2015 de Saturday Night Live, lo que avivó aún más los rumores de una gira que posiblemente comenzaría en diciembre o principios de 2016. La gira se anunció el 4 de diciembre. 2015 con entradas a la venta siete días después. El River Tour 2016 se amplió con más fechas adicionales el 24 de enero de 2016; con una fecha rumoreada de Las Vegas la cual sería transmitida en HBO, proyecto el cual fue finalmente cancelado. El 27 de enero, Springsteen anunció 15 nuevas fechas para agregar a la gira. El 9 de mayo de 2016, Springsteen anunció que extendería la gira con ocho fines de verano en los Estados Unidos en estadios mayormente al aire libre.
La gira en apoyo de la caja llegó inesperadamente, ya que Springsteen estaba trabajando en un nuevo álbum en solitario y planeaba hacer una gira para apoyarlo, sin embargo, ya habían pasado dos años desde su última gira con la E Street Band que no quería retrasar cosas aún más lejos con ellos. En noviembre de 2015, Springsteen y el gerente Jon Landau hablaron sobre cómo querían promocionar el box set. Landau sugirió realizar The River en algunos pequeños shows en Nueva York y Los Ángeles; Sin embargo, Springsteen dijo que tomaría demasiado tiempo para ensayar y sugirió hacer veinte espectáculos. El baterista Max Weinberg dijo que recibió la llamada de Springsteen en Acción de Gracias, una semana antes de que la gira se anunciara al público. "En todos mis compromisos profesionales, tengo lo que llamo la Springsteen Clause. Es inviolable. Es mi propia versión de fuerza mayor. Es un acto de Dios o de Bruce Springsteen. Y funciona todo el tiempo". Weinberg dijo. Nils Lofgren tuvo que cambiar las fechas en su gira en solitario, mientras que Gary Tallent tuvo que posponer el suyo.
El River Tour original comenzó en octubre de 1980 y continuó hasta septiembre de 1981. Con conciertos que generalmente se acercaban a las cuatro horas de duración, la gira internacional de 140 fechas estableció firmemente la reputación de Bruce Springsteen y E Street Band como intérpretes de maratón.

## Récords
Springsteen, a lo largo de su carrera, ha sido conocido por sus largos shows y esta gira continuó esa tendencia con los shows más largos de toda su carrera. El espectáculo del 23 de agosto de 2016 en el MetLife Stadium de Nueva Jersey duró 3 horas y 52 minutos, en ese momento su programa más largo en los Estados Unidos y el tercer programa más largo de su carrera. [24] Dos noches más tarde, el segundo concierto en el MetLife Stadium duró 3 horas y 59 minutos, superando al espectáculo anterior. [25] En su tercer y último espectáculo en el MetLife Stadium, Springsteen actuó durante 4 horas y 1 minuto. [26] El concierto de Springsteen el 7 de septiembre de 2016 en Citizens Bank Park en Filadelfia, encabezó los tres shows anteriores, llegando a las 4 horas y 4 minutos, que ahora es su show más largo en los Estados Unidos y el segundo más largo a solo dos minutos de su Espectáculo 2012 en Helsinki.

## Set-List
1. "Meet Me in the City"

The River
1. "The Ties That Bind"
2. "Sherry Darling"
3. "Jackson Cage"
4. "Two Hearts"
5. "Independence Day"
6. "Hungry Heart"
7. "Out in the Street"
8. "Crush on You"
9. "You Can Look (But You Better Not Touch)"
10. "I Wanna Marry You"
11. "The River"
12. "Point Blank"
13. "Cadillac Ranch"
14. "I'm a Rocker"
15. "Fade Away"
16. "Stolen Car"
17. "Ramrod"
18. "The Price You Pay"
19. "Drive All Night"
20. "Wreck on the Highway"

Post-River
1. "Badlands"
2. "Lonesome Day"
3. "No Surrender"
4. "She's the One"
5. "Because the Night"
6. "The Rising"
7. "Thunder Road"

Encore
1. "Born to Run"
2. "Dancing in the Dark"
3. "Rosalita (Come Out Tonight)"
4. "Tenth Avenue Freeze-Out"
5. "Bobby Jean"
6. "Shout" (The Isley Brothers cover)

## Fechas
| Fecha                    | Ciudad           | País           | Recinto                        | Entradas vendidas / Disponibles | Recaudación  |
| ------------------------ | ---------------- | -------------- | ------------------------------ | ------------------------------- | ------------ |
| América del Norte        |                  |                |                                |                                 |              |
| 16 de enero de 2016      | Pittsburgh       | Estados Unidos | Consol Energy Center           | 18,353 / 18,353                 | $2 412 020   |
| 19 de enero de 2016      | Chicago          | Estados Unidos | United Center                  | 19,120 / 19,120                 | $2 756 475   |
| 27 de enero de 2016      | Nueva York       | Estados Unidos | Madison Square Garden          | 18,474 / 18,474                 | $2 508 528   |
| 29 de enero de 2016      | Washington D. C. | Estados Unidos | Verizon Center                 | 18,093 / 18,093                 | $2 383 850   |
| 31 de enero de 2016      | Newark           | Estados Unidos | Prudential Center              | 16,539 / 16,539                 | $2 227 836   |
| 2 de febrero de 2016     | Toronto          | Canadá         | Air Canada Centre              | 18,134 / 18,134                 | $1 793 936   |
| 4 de febrero de 2016     | Boston           | Estados Unidos | TD Garden                      | 17,039 / 17,039                 | $2 062 417   |
| 8 de febrero de 2016     | Albany           | Estados Unidos | Times Union Center             | 15,162 / 15,162                 | $1 966 730   |
| 10 de febrero de 2016    | Hartford         | Estados Unidos | XL Center                      | 14,672 / 14,672                 | $2 080 294   |
| 12 de febrero de 2016    | Filadelfia       | Estados Unidos | Wells Fargo Center             | 19,411 / 19,411                 | $2 503 356   |
| 16 de febrero de 2016    | Sunrise          | Estados Unidos | BB&T Center                    | 18,658 / 18,658                 | $2 174 905   |
| 18 de febrero de 2016    | Atlanta          | Estados Unidos | Philips Arena                  | 16,713 / 17,450                 | $1 888 030   |
| 21 de febrero de 2016    | Louisville       | Estados Unidos | KFC Yum! Center                | 15,730 / 16,900                 | $1 847 730   |
| 23 de febrero de 2016    | Cleveland        | Estados Unidos | Quicken Loans Arena            | 19,071 / 19,071                 | $2 520 055   |
| 25 de febrero de 2016    | Búfalo           | Estados Unidos | First Niagara Center           | 18,351 / 18,351                 | $2 186 795   |
| 27 de febrero de 2016    | Rochester        | Estados Unidos | Blue Cross Arena               | 12,581 / 12,581                 | $1 712 080   |
| 29 de febrero de 2016    | St Paul          | Estados Unidos | Xcel Energy Center             | 18,628 / 18,628                 | $2 576 190   |
| 3 de marzo de 2016       | Milwaukee        | Estados Unidos | Bradley Center                 | 17,653 / 17,653                 | $1 969 655   |
| 6 de marzo de 2016       | St Louis         | Estados Unidos | Chaifetz Arena                 | 9,965 / 9,965                   | $1 334 370   |
| 10 de marzo de 2016      | Phoneix          | Estados Unidos | Talking Stick Resort Arena     | 16,480 / 16,480                 | $2 050 630   |
| 13 de marzo de 2016      | Oakland          | Estados Unidos | Oracle Arena                   | 17,117 / 17,117                 | $2 245 715   |
| 15 de marzo de 2016      | Los Ángeles      | Estados Unidos | Los Angeles Sports Arena       | 49,302 / 49,302                 | $7,050,775   |
| 17 de marzo de 2016      | Los Ángeles      | Estados Unidos | Los Angeles Sports Arena       | 49,302 / 49,302                 | $7,050,775   |
| 19 de marzo de 2016      | Los Ángeles      | Estados Unidos | Los Angeles Sports Arena       | 49,302 / 49,302                 | $7,050,775   |
| 22 de marzo de 2016      | Portland         | Estados Unidos | Moda Center                    | 12,074 / 13,700                 | $1 639 915   |
| 24 de marzo de 2016      | Seattle          | Estados Unidos | KeyArena                       | 14,767 / 14,767                 | $1 929 695   |
| 28 de marzo de 2016      | Nueva York       | Estados Unidos | Madison Square Garden          | 18,484 / 18,484                 | $2 508 003   |
| 31 de marzo de 2016      | Denver           | Estados Unidos | Pepsi Center                   | 16,770 / 18,540                 | $2 211 320   |
| 3 de abril de 2016       | Oklahoma City    | Estados Unidos | Chesapeake Energy Arena        | 12,603 / 14,332                 | $1 557 353   |
| 5 de abril de 2016       | Dallas           | Estados Unidos | American Airlines Center       | 15,563 / 16,961                 | $1 991 405   |
| 7 de abril de 2016       | Kansas City      | Estados Unidos | Sprint Center                  | 12,286 / 13,813                 | $1 557 745   |
| 12 de abril de 2016      | Columbus         | Estados Unidos | Schottenstein Center           | 12,008 / 13,941                 | $1 568 810   |
| 14 de abril de 2016      | Auburn Hills     | Estados Unidos | The Palace of Auburn Hills     | 15,754 / 15,754                 | $1 949 443   |
| 18 de abril de 2016      | State College    | Estados Unidos | Bryce Jordan Center            | 14,447 / 15,000                 | $2 038 548   |
| 20 de abril de 2016      | Baltimore        | Estados Unidos | Royal Farms Arena              | 14,124 / 14,124                 | $2 054 260   |
| 23 de abril de 2016      | Brooklyn         | Estados Unidos | Barclays Center                | 33,248 / 33,248                 | $4,641,260   |
| 25 de abril de 2016      | Brooklyn         | Estados Unidos | Barclays Center                | 33,248 / 33,248                 | $4,641,260   |
| Europa                   |                  |                |                                |                                 |              |
| 14 de mayo de 2016       | Barcelona        | España         | Camp Nou                       | 64,865 / 64,865                 | $6 014 054   |
| 17 de mayo de 2016       | San Sebastián    | España         | Estadio Anoeta                 | 41,100 / 41,100                 | $3 839 494   |
| 19 de mayo de 2016       | Lisboa           | Portugal       | Parque da Bela Vista           |                                 |              |
| 21 de mayo de 2016       | Madrid           | España         | Estadio Santiago Bernabéu      | 55,695 / 55,695                 | $5 359 310   |
| 25 de mayo de 2016       | Mánchester       | Reino Unido    | Etihad Stadium                 | 48,614 / 50,000                 | $5 785 157   |
| 27 de mayo de 2016       | Dublín           | Irlanda        | Croke Park                     | 160,188 / 160,188               | $19 228 100  |
| 29 de mayo de 2016       | Dublín           | Irlanda        | Croke Park                     | 160,188 / 160,188               | $19 228 100  |
| 1 de junio de 2016       | Glasgow          | Reino Unido    | Hampden Park                   | 45,330 / 45,330                 | $5 314 504   |
| 3 de junio de 2016       | Coventry         | Reino Unido    | Ricoh Arena                    | 36,588 / 36,588                 | $4 523 864   |
| 5 de junio de 2016       | Londres          | Reino Unido    | Estadio de Wembley             | 68,696 / 68,696                 | $9 251 527   |
| 14 de junio de 2016      | La Haya          | Países Bajos   | Malieveld                      | 67,715 / 67,715                 | $5 980 218   |
| 17 de junio de 2016      | Múnich           | Alemania       | Estadio Olímpico de Múnich     | 54,119 / 54,119                 | $4 797 890   |
| 19 de junio de 2016      | Berlín           | Alemania       | Estadio Olímpico de Berlín     | 66,464 / 66,464                 | $5 932 416   |
| 22 de junio de 2016      | Copenhague       | Dinamarca      | Telia Parken                   | 50,178 / 50,178                 | $4 931 456   |
| 25 de junio de 2016      | Gothenburg       | Suecia         | Ullevi                         | 124,734 / 124,734               | $10 016 748  |
| 27 de junio de 2016      | Gothenburg       | Suecia         | Ullevi                         | 124,734 / 124,734               | $10 016 748  |
| 29 de junio de 2016      | Oslo             | Noruega        | Ullevaal Stadion               | 30,283 / 30,283                 | $3 111 732   |
| 3 de julio de 2016       | Milán            | Italia         | San Siro                       | 104,646 / 104,646               | $8 998 967   |
| 5 de julio de 2016       | Milán            | Italia         | San Siro                       | 104,646 / 104,646               | $8 998 967   |
| 9 de julio de 2016       | Werchter         | Bélgica        | Werchter Festival Grounds      |                                 |              |
| 11 de julio de 2016      | París            | Francia        | AccorHotels Arena              | 35,344 / 35,344                 | $4 103 898   |
| 13 de julio de 2016      | París            | Francia        | AccorHotels Arena              | 35,344 / 35,344                 | $4 103 898   |
| 16 de julio de 2016      | Roma             | Italia         | Circus Maximus                 | 56,369 / 56,369                 | $5 258 043   |
| 20 de julio de 2016      | Horsens          | Dinamarca      | CASA Arena Horsens             | 29,423 / 29,423                 | $2 927 130   |
| 23 de julio de 2016      | Gothenburg       | Suecia         | Ullevi                         | 64,622 / 64,622                 | $5 052 563   |
| 25 de julio de 2016      | Trondheim        | Noruega        | Granåsen                       | 36,994 / 36,994                 | $3 897 365   |
| 28 de julio de 2016      | Oslo             | Noruega        | Frogner Park                   | 37,126 / 37,126                 | $3 858 353   |
| 31 de julio de 2016      | Zúrich           | Suiza          | Letzigrund                     | 36,728 / 36,728                 | $5 178 033   |
| Norteamérica             |                  |                |                                |                                 |              |
| 23 de agosto de 2016     | East Rutherford  | Estados Unidos | MetLife Stadium                | 153,930 / 153,930               | $18 239 039  |
| 25 de agosto de 2016     | East Rutherford  | Estados Unidos | MetLife Stadium                | 153,930 / 153,930               | $18 239 039  |
| 28 de agosto de 2016     | Chicago          | Estados Unidos | United Center                  | 19,313 / 19,313                 | $2 459 600   |
| 30 de agosto de 2016     | East Rutherford  | Estados Unidos | MetLife Stadium                |                                 |              |
| 1 de septiembre de 2016  | Washington D. C. | Estados Unidos | Nationals Park                 | 36,463 / 36,463                 | $4 627 705   |
| 7 de septiembre de 2016  | Filadelfia       | Estados Unidos | Citizens Bank Park             | 77,670 / 80,000                 | $10 048 796  |
| 9 de septiembre de 2016  | Filadelfia       | Estados Unidos | Citizens Bank Park             | 77,670 / 80,000                 | $10 048 796  |
| 11 de septiembre de 2016 | Pittsburgh       | Estados Unidos | Consol Energy Center           | 16,674 / 18,353                 | $2 117 125   |
| 14 de septiembre de 2016 | Foxborough       | Estados Unidos | Gillette Stadium               | 48,324 / 51,664                 | $5 439 521   |
| Oceanía                  |                  |                |                                |                                 |              |
| 22 de enero de 2017      | Perth            | Australia      | Perth Arena                    | 39,957 / 39,957                 | $5 914 782   |
| 25 de enero de 2017      | Perth            | Australia      | Perth Arena                    | 39,957 / 39,957                 | $5 914 782   |
| 27 de enero de 2017      | Perth            | Australia      | Perth Arena                    | 39,957 / 39,957                 | $5 914 782   |
| 30 de enero de 2017      | Adelaida         | Australia      | Adelaide Entertaintment Centre | 10,920 / 10,920                 | $1 612 374   |
| 2 de febrero de 2017     | Melbourne        | Australia      | AAMI Park                      | 51,192 / 54,000                 | $7 384 735   |
| 4 de febrero de 2017     | Melbourne        | Australia      | AAMI Park                      | 51,192 / 54,000                 | $7 384 735   |
| 7 de febrero de 2017     | Sídney           | Australia      | Qudos Bank Arena               | 31,323 / 32,000                 | $4 546 210   |
| 9 de febrero de 2017     | Sídney           | Australia      | Qudos Bank Arena               | 31,323 / 32,000                 | $4 546 210   |
| 11 de febrero de 2017    | Mount Macedon    | Australia      | Hanging Rock                   | 19,644 / 19,644                 | $2 895 699   |
| 14 de febrero de 2017    | Brisbane         | Australia      | Brisbane Entertaintment Centre | 25,220 / 25,220                 | $3 896 163   |
| 16 de febrero de 2017    | Brisbane         | Australia      | Brisbane Entertaintment Centre | 25,220 / 25,220                 | $3 896 163   |
| 18 de febrero de 2017    | Hunter Valley    | Australia      | Hope Estate Winery             | 19,722 / 19,722                 | $2 848 983   |
| 21 de febrero de 2017    | Christchurch     | Nueva Zelanda  | AMI Stadium                    | 29,254 / 29,254                 | $4 106 197   |
| 25 de febrero de 2017    | Auckland         | Nueva Zelanda  | Mount Smart Stadium            | 33,952 / 40,000                 | $4 767 320   |
| Total:                   | Total:           | Total:         | Total:                         | 2,486,058 / 2,520,141 (98.6%)   | $293 703 964 |

## Personal
The E Street Band
- Bruce Springsteen — voz, guitarra, guitarra acústica, armónica, piano.
- Roy Bittan — piano, sintetizador.
- Nils Lofgren — guitarra rítmica, guitarra principal, pedal steel guitar, guitarra acústica, acordeón, coros.
- Patti Scialfa - coros .
- Garry Tallent — bajo, coros.
- Steven Van Zandt — guitarra rítmica, coros.
- Max Weinberg — batería.

con
- Jake Clemons — saxofón, percusión, coros.
- Soozie Tyrell — violín, guitarra acústica, percusión, coros.
- Charles Giordano — órgano, acordeón, glockenspiel, piano, coros.